# Prefectura apostólica de Xinxiang
La prefectura apostólica de Xinxiang o de Sinsiang (en latín: Praefectura Apostolica Sinsiangensis y en chino: 天主教新乡监牧区) es una circunscripción eclesiástica de la Iglesia católica en China. Se trata de una prefectura apostólica latina, inmediatamente sujeta a la Santa Sede. Desde  1990 o 1992 su prefecto apostólico es el obispo Joseph Zhang Weizhu, aunque para el Anuario Pontificio es sede vacante desde el 18 de noviembre de 1971. La Asociación Patriótica Católica China la elevó a diócesis de Xinxiang en año desconocido y sin el asentimiento de la Santa Sede.

## Territorio y organización
La prefectura apostólica tiene 10 000 km² y extiende su jurisdicción sobre los fieles católicos de rito latino residentes en la ciudad prefectura de Xinxiang en la provincia de Henan.
La sede de la prefectura apostólica se encuentra en la ciudad de Xinxiang.
En 1950 en la prefectura apostólica existían 13 parroquias.

## Historia
La prefectura apostólica de Xinxiang (Sinsiang) fue erigida el 7 de julio de 1936 con la bula Ad maiorem del papa Pío XI, obteniendo el territorio del vicariato apostólico de Weihuifu (hoy diócesis de Weihui).
El 5 de mayo de 1949 el Partido Comunista de China capturó Xinxiang, se impuso en la guerra civil y proclamó la República Popular China el 1 de octubre de 1949. El 4 de septiembre de 1951 China comunista expulsó al nuncio apostólico Antonio Riberi y la Santa Sede continuó reconociendo a la República de China en Taiwán como el legítimo gobierno chino. Todos los misioneros extranjeros fueron expulsados de China comunista desde 1952.
La Asociación Patriótica Católica China fue creada con el apoyo de la Oficina de Asuntos Religiosos de la República Popular de China en 1957, con el objetivo de controlar las actividades de los católicos en China. Su nombre público es Iglesia católica china y es referida como la "Iglesia oficial" en contraposición a la "Iglesia subterránea" o "Iglesia clandestina" leal a la Santa Sede.
En el período de 1966 a 1976 la Revolución Cultural se ensañó especialmente contra la religión, destruyéndose numerosas iglesias y cesaron todas las actividades religiosas en la diócesis. A principios de la década de 1980 la diócesis reanudó sus operaciones.
La Asociación Patriótica Católica China la elevó a diócesis de Xinxiang en año desconocido y sin el asentimiento de la Santa Sede.
En 2000 se informó como obispo a Joseph Zhang Weizhu.
El 22 de septiembre de 2018 se firmó en Pekín el Acuerdo provisional entre la Santa Sede y la República Popular de China sobre el nombramiento de los obispos. El 22 de octubre de 2020 el acuerdo fue prorrogado por otros dos años y en octubre de 2022 por otros dos años más.
Debido a la situación particular de la Iglesia católica en China, la Santa Sede no nombra obispos para las diócesis chinas, que son sedes oficialmente vacantes incluso en presencia de obispos reconocidos por Roma.

## Estadísticas
Según el Anuario Pontificio 2002 la prefectura apostólica tenía a fines de 1950 un total de 16 040 fieles bautizados.
| Año                                                                             | Población            | Población | Población      | Sacerdotes | Sacerdotes    | Sacerdotes    | Bautizados por sacerdote | Diáconos permanentes | Religiosos | Religiosos | Parroquias |
| Año                                                                             | Bautizados católicos | Total     | % de católicos | Total      | Clero secular | Clero regular | Bautizados por sacerdote | Diáconos permanentes | Varones    | Mujeres    | Parroquias |
| ------------------------------------------------------------------------------- | -------------------- | --------- | -------------- | ---------- | ------------- | ------------- | ------------------------ | -------------------- | ---------- | ---------- | ---------- |
| 1950                                                                            | 16 040               | 1 200 000 | 1.3            | 25         | 3             | 22            | 641                      |                      | 3          | 16         | 13         |
| Fuente: Catholic-Hierarchy, que a su vez toma los datos del Anuario Pontificio. |                      |           |                |            |               |               |                          |                      |            |            |            |

## Episcopologio
- Thomas Megan, S.V.D. † (7 de julio de 1936-1948 renunció)
- Johannes Schütte, S.V.D. † (1948-18 de noviembre de 1971 falleció)
  - Sede vacante
  - Joseph Zhang Weizhu, desde 1990 o 1992